# Bataille de Tinchebray (1796)
Chouannerie
Batailles
- Liffré
- 1re Argentré
- Expédition de Quiberon
- (Landévant et Mendon
- Plouharnel
- Quiberon)
- Segré
- 1er Rocher de La Piochais
- La Ceriseraie
- La Cornuaille
- 1re La Croix-Avranchin
- La Vieuville
- Boucéel
- 1re Saint-James
- 2e Rocher de La Piochais
- 2e La Croix-Avranchin
- Auverné
- Andigné
- Croix-Couverte
- Tinchebray
- L'Auberge-neuve
- Locminé
- Saint-Hilaire-des-Landes
- Val de Préaux
- Le Grand-Celland
- 2e Argentré
- Noyant-la-Gravoyère
- La Hennerie
- Saint-Aubin-du-Cormier
- Le Mans
- Nantes
- Saint-Brieuc
- Le Lorey
- Mont-Guéhenno
- La Tour d'Elven
- 2e Saint-James
- Les Tombettes
- Pont du Loc'h

La bataille de Tinchebray se déroule le 31 mars 1796 pendant la Chouannerie normande. Elle s'achève par la victoire des républicains qui repoussent une attaque des chouans contre le bourg fortifié de Tinchebray.

## Prélude
Fin mars 1796, les Chouans de l'armée catholique et royale de Normandie décident de s'emparer de la petite ville patriote de Tinchebray. Le centre de la place avait été fortifié par les habitants ; des redoutes avaient été construites sur les rues principales avec des portes épaisses flanquées de murs avec des meurtrières, tandis que les ruelles étaient comblées par des murs. Au centre, la chapelle Saint-Rémi était utilisée comme quartier-général.
Le 31 mars, à quatre heures de l'après-midi, les Chouans normands commandés par Louis de Frotté sont devant la place. Frotté dispose sous ses ordres d'au moins 800 hommes selon l'historien Léon de La Sicotière. Un autre historien, Hurel, évoque 1 500 Chouans. D'autres estimations vont jusqu'à 5 000 à 6 000, mais ce nombre dépasse les effectifs totaux de l'armée royaliste de Normandie. Le chef chouan Michelot Moulin affirme de son côté que Frotté avait réuni 3 500 hommes.
La garnison républicaine dispose de son côté de 84 soldats du 2e bataillon des Vosges commandés par le lieutenant Valentin, de 60 volontaires de la colonne mobile et d'une centaine de gardes nationaux.
Un parlementaire accompagné de deux trompettes à cheval se présente à la redoute ouest, près du Haut-Hamel, afin de sommer les Républicains de se rendre. Mais ces derniers répondent en ouvrant le feu et l'émissaire est renversé.

## Déroulement

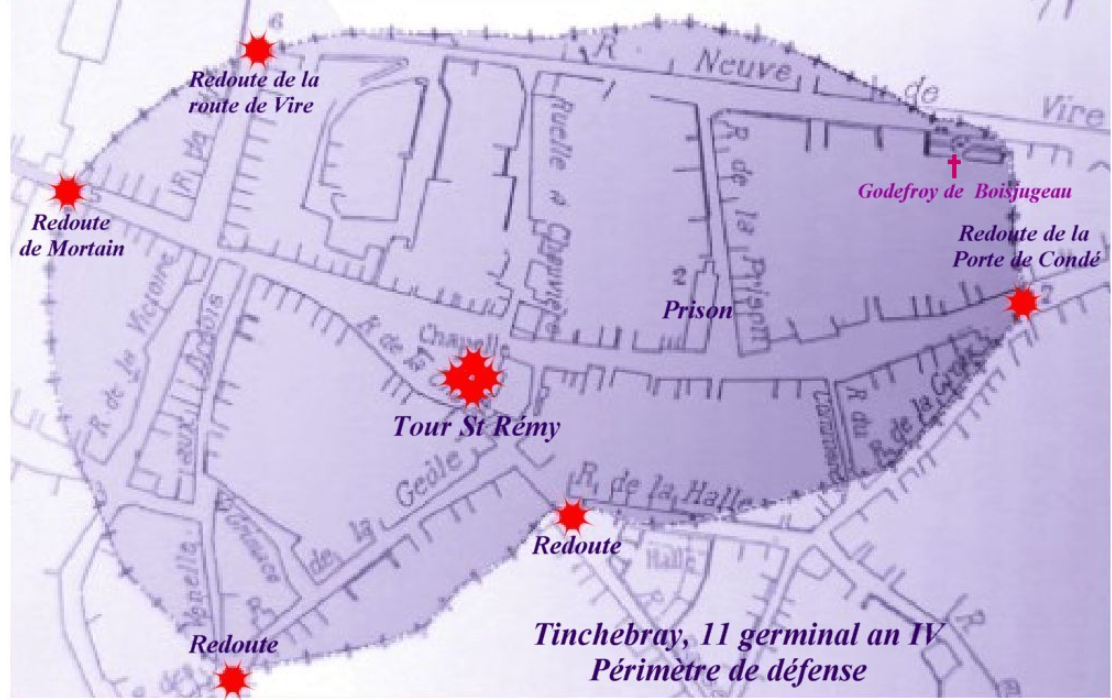
Système de défense de Tinchebray

Furieux de cette violation des lois de la guerre, Frotté donne l'ordre à ses troupes de monter à l'assaut. Les Chouans attaquent sur trois points, Frotté dirige lui-même l'attaque sur la redoute ouest avec les chevaliers de la couronne. Trois assauts sont lancés mais à chaque fois les mobiles, retranchés derrière les redoutes et les bâtiments, repoussent les assaillants. Frotté se tourne alors vers la porte de Vire. Menés par Saint-Quentin et Garnier-les-Sillons, les grenadiers de Saint-Jean-des-Bois progressent jusqu'à la cour de l'hôtel du Lion d'Or, afin de repousser les patriotes et commencent à incendier plusieurs habitations. La troisième colonne, commandée par Godefroy de Boisjugan, attaque par la porte de Condé. Quelques autres attaques de moindre importance sont tentées au nord, près de la prison, au sud près de la Geôle et aux Basses-Rues mais partout les Chouans sont contenus.
Face à cette résistance, Frotté, qui ne dispose d'aucune pièce d'artillerie, donne alors l'ordre à ses hommes de mettre de feu aux habitations. L'ordre est exécuté, au total 80 à 140 maisons sont détruites. Michelot Moulin estime qu'un quart de la ville est incendié.
Les Républicains refluent alors sur la chapelle Saint-Rémi de Tinchebray que les Chouans, dépourvus de canons, n'ont aucun moyen de prendre. Des tireurs placés en haut de la tour de la chapelle continuent de tirer sur les Chouans. Finalement, à dix heures du soir, Frotté se résout à ordonner la retraite. Les assiégés ne le poursuivent pas, trop occupés à éteindre les flammes,.

## Pertes
Les pertes des Chouans sont lourdes. Selon Léon de La Sicotière, 20 officiers, dont cinq émigrés, et 80 soldats ont été tués du côté des Royalistes contre seulement deux morts chez les Républicains ; une sentinelle touchée à la tour Saint-Rémy, et une autre tuée à la barrière de la Geôle. Un seul habitant périt dans l'incendie, un vieillard qui n'avait pas eu la force de quitter son lit.
Dans ses mémoires Michelot Moulin affirme que « les Républicains perdirent beaucoup de monde, mais les Royalistes en perdirent encore davantage. » Il estime que 12 à 15 officiers, dont cinq émigrés, et 30 à 40 soldats ont été tués lors du combat.
Plusieurs officiers royalistes sont morts lors du combat, dont Godefroy de Boisjugan, tué devant la porte de Condé, La Roque-Montsegré, le chevalier d'Alicourt, de Saint-Quentin, Malherbe, le capitaine de la compagnie de Chanu, ainsi que le capitaine de la compagnie du Fresnes. Frotté fut également blessé à la tête et au bras droit,.
Les Chouans se replient sur Ger où Frotté fait licencier sa troupe, les soldats rentrent chez eux en attendant le prochain rassemblement.